# Златозар Боев
Златозар Боев (Софија, 20. октобар 1955) бугарски је зоолог, орнитолог и палеонтолог. Један је од бугарских научника који је поставио темеље палеонтологије у овој земљи. Аутор је најбогатијих збирки на Балканском полуострву и Југоисточној Европи, међу којима су збирке фосилних (неогенских и плеистоценских) и субфосилних птица и компаративне остеолошке збирке савремених птица. Такође је творац научне библиотеке (преко 15.000 публикација) о палеонтологији и авијској еволуцији. Октрио је 4 рода, 32 врсте и 1 подврсту фосилних птица Бугарске и Грчке. Аутор је преко 680 научних и научно-популарних чланака, књига и уџбеника штампаних у преко 20 земаља Европе, Азије и Северне Америке.

## Биографија
Рођен је 20. октобра 1955. године у Софији. Основно и средње образовање завршио је у родном граду, а потом и Биолошки факултет Софијског универзитета Свети Климент Охридски 1980. године, а дипломску тезу Мали сисари планине Огражден бранио је пред професором Цолом Пешевим.
Године 1980. почео је да ради у Одсеку за зоологију Бугарског националног музеја природне историје при Бугарској академији наука и до 1983. године радио под вођством проф. др Петра Берона. За то време је израдио, уређивао и обнављао музејске збирке птица, сисара и мекушаца. У периоду 1984—1986. године био је докторанд националног музеја, а његов научни надзорник Симеон Симеонов. Докторску дисертацију о упоредној морфологији чапљи одбранио је 1986. године.
Учествовао је на преко 65 међународних и националних научних форума у 12 земаља. Превео је и уредио на бугарски језик 103 научне књиге и 273 филма.